# Řecký oheň

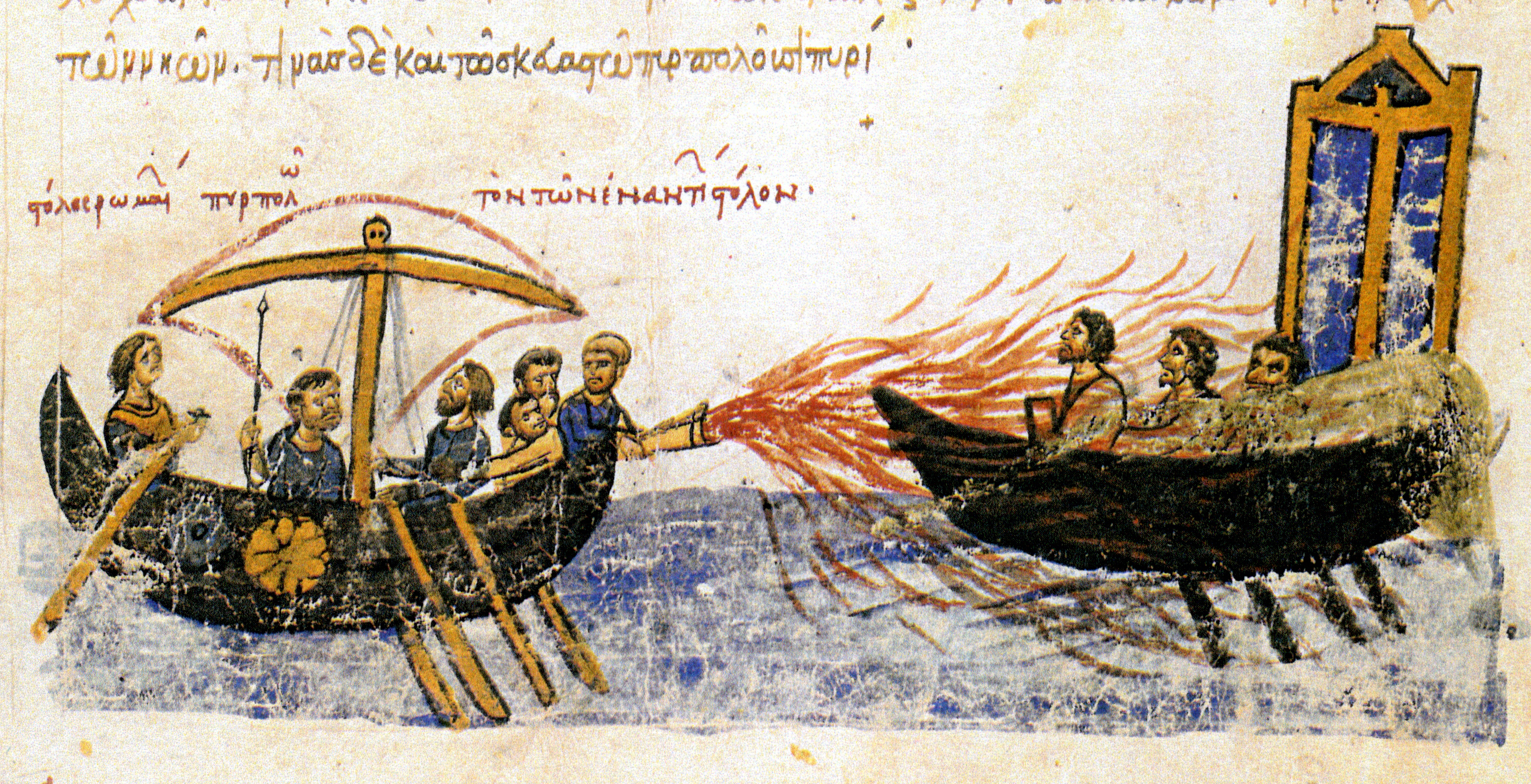
Použití řeckého ohně, kronika Přehledné dějiny Ioanna Skylitza z poloviny 11. století

Řecký oheň (též byzantinský oheň či tekutý oheň) byla zbraň používaná Byzantinci. Šlo o tekutou zápalnou směs, která hořela i ve styku s vodou. Byzantinci ji používali zejména v námořním boji, ale existovala i v ručním provedení pro případ dobývání měst.

## Objev
Historická zpráva o jakémsi neuhasitelném ohni, který se inicioval zapálením směsi síry, smůly, koudele, roztlučeného kadidla a pilin ze sosnového dřeva, se dochovala již z poloviny 4. století př. n. l. Ale první zmínku o řeckém ohni zaznamenal ve své kronice Chronografia, která vznikla někdy mezi léty 810–815, byzantský mnich Theofanes Homologetes. V ní uvedl, že roku 6165 byzantsko-řeckého kalendáře (656 podle našeho letopočtu) k Byzantincům přeběhl mechanik Kallinikos ze syrské Héliopole, který pak okolo roku 673 vynalezl řecký oheň a předpis na jeho výrobu předal císaři Konstantinovi IV.

## Použití

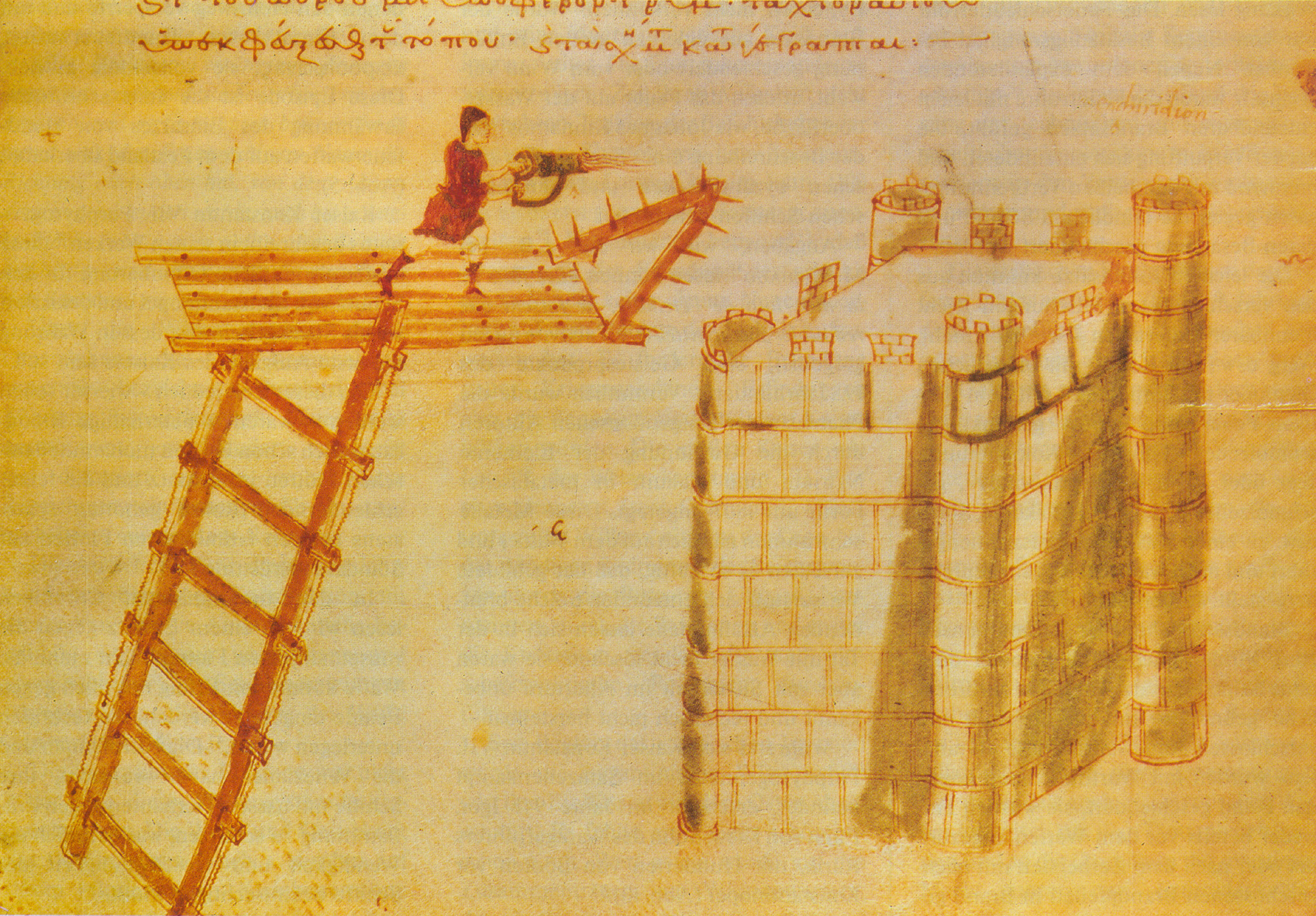
Cheirosifón – přenosný ruční vrhač řeckého ohně, použitý z vrcholu visutého můstku proti městským hradbám. Iluminace ze spisu Parangelmata poliorkétika Héróna z Byzantia z poloviny 10. století.

Řecký oheň byl poprvé použit v roce 678, kdy byzantská flotila s jeho pomocí odrazila obléhání Konstantinopole Araby. Stejným způsobem bylo zničeno arabské vojsko obléhající byzantskou metropoli v letech 717–718 nebo vojsko kyjevského knížete Igora roku 941. Řeckému ohni bývá připisována zásluha o značné prodloužení existence Byzantské říše – pečlivě utajovaný postup jeho výroby poskytoval Byzanci značnou výhodu nad nepřátelskými armádami přes pět set let. Až roku 1210, kdy se po několikaletém období zmatků v byzantské říši musel byzantský císař Alexios III. zbavený trůnu uchýlit pod ochranu rúmského sultána Kajhusrava I., a ten ho ustanovil velitelem svého vojska, se zřejmě znalost výroby řeckého ohně dostala i k Arabům, protože ti ho použili v roce 1218 při obléhání egyptské pevnosti Damietta pátou křížovou výpravou.
Zachovala se dobová líčení účinnosti této zbraně. Účastník sedmé křížové výpravy Jean de Joinville o řeckém ohni napsal, že letěl vzduchem „jako velký soudek s ocasem dlouhým jako kopí. Hluk, který tropil, byl jako hřmění a vypadal jako drak... V noci svítil tak, že jsme mohli vidět předměty v našem táboře tak jasně, jako za dne.“
Poslední zmínka o řeckém ohni pochází z roku 1453, kdy při dobývání Konstantinopole Turky ohně použili jak Byzantinci, tak Turci. Když se znalost výroby řeckého ohně rozšířila mezi ostatní národy, ztratila strategický význam a byla brzy vytlačena nově nastupujícími zbraněmi palnými. Výrobní postup časem upadl v zapomnění a byl nadobro ztracen.
Primárně se řecký oheň používal při námořních bitvách proti posádkám nepřátelských lodí (nikoli tedy k ničení lodí samotných). Na palubě lodi se nad ohništěm zahříval kotel se zápalnou směsí, výpary pod tlakem se odváděly trubkou na oplechovanou příď lodi, kde se zapálily. Výsledkem byl výšleh plamene, který byl doprovázen hlasitým burácením. Existovala i „protipěchotní“ pozemní verze, stejně tak byly nádoby naplněné řeckým ohněm vrhány katapulty na dřevěná opevnění apod. Při dobývání městských hradeb se používala příruční verze nazývaná cheirosifón připomínající moderní plamenomety. Oheň se nedal uhasit vodou, ta mu jen dodávala na intenzitě, podle dobových svědectví ho bylo možné uhasit jen octem nebo močí.

## Pokusy o odhalení receptury
Výroba řeckého ohně byla jedním z nejpřísněji střežených státních tajemství Byzance. Císař Leon VI. Moudrý, který ve svém traktátu o vojenství Taktika, sepsaném v letech 895–908, popisuje způsoby použití řeckého ohně, povolil jeho výrobu jen v utajených laboratořích. Další císař Konstantin VII. Porfyrogennetos jeho výrobu prohlásil za státní tajemství a ve svém spise De administrando imperio (vznikl mezi roky 948–952) nabádá syna, pozdějšího císaře Romana:
„Musíš se starat především o řecký oheň [...] a pakliže se někdo opováží tě o něj požádat, tak jako často žádali nás, odmítej tyto prosby a odpovídej, že oheň byl zjeven Konstantinovi, prvnímu císaři křesťanů andělem. Pro výstrahu svým následovníkům nařídil veliký císař vytesat do oltáře v chrámu kletbu na toho, kdo by se odvážil předat tento objev cizozemcům...“
Jak hluboce bylo tajemství výroby uchováváno, dokládá fakt, že sama vzdělaná byzantská princezna Anna Komnenovna, nejstarší dcera císaře Alexia I., která měla přístup do státního archívu, ho neznala. Ve svém díle Alexias, které vytvořila někdy kolem roku 1148, se domnívala, že základními složkami pro výrobu řeckého ohně byly smůla, síra a tekutina z nějaké dřeviny. Arabský rukopis z doby kolem roku 1193 kromě síry a smůly zmiňuje ropu a dehet. Učený dominikánský mnich Vincenc z Beauvais v první polovině 13. století napsal, že k výrobě řeckého ohně je zapotřebí kromě síry a dehtu ještě opoponax (pryskyřice z některých druhů akácií) a holubí trus. To vše se mělo rozpustit v terpentýnu nebo v kyselině sírové a poté předestilovat. Ve vojenské příručce z pozdního 13. století s názvem Liber ignium ad comburendos hostes neboli O využití ohně ke spálení nepřítele, jejímž autorem je takzvaný Marcus Graecus (jeho historická existence je nejistá), se jako složení řeckého ohně uvádí jen síra, ropa a koudel. Novodobě se jako o dalších složkách uvažuje o asfaltu a páleném vápnu či lehkých frakcí vzniklých při destilaci nafty ve formě rosolovité kapaliny. Vše to jsou jen hypotézy, které nebyly v praxi potvrzeny.
Dnes je znám „novodobý“ řecký oheň, tzv. super napalm, což je samozápalná směs vzniklá přidáním slitiny sodíku a hořčíku. Zapaluje se při styku s vlhkostí, hoří ve vodě i na sněhu. Nelze jej však použít za suchého počasí – sodík a draslík reagují jen s vlhkým prostředím. Super napalmu lze naopak velmi výhodně použít při špatných povětrnostních podmínkách a oblastech s vysokou vlhkostí. Směs se vzněcuje po dopadu, případně s malým zpožděním, po rozstříknutí na cíl.